# Lent (Jura)

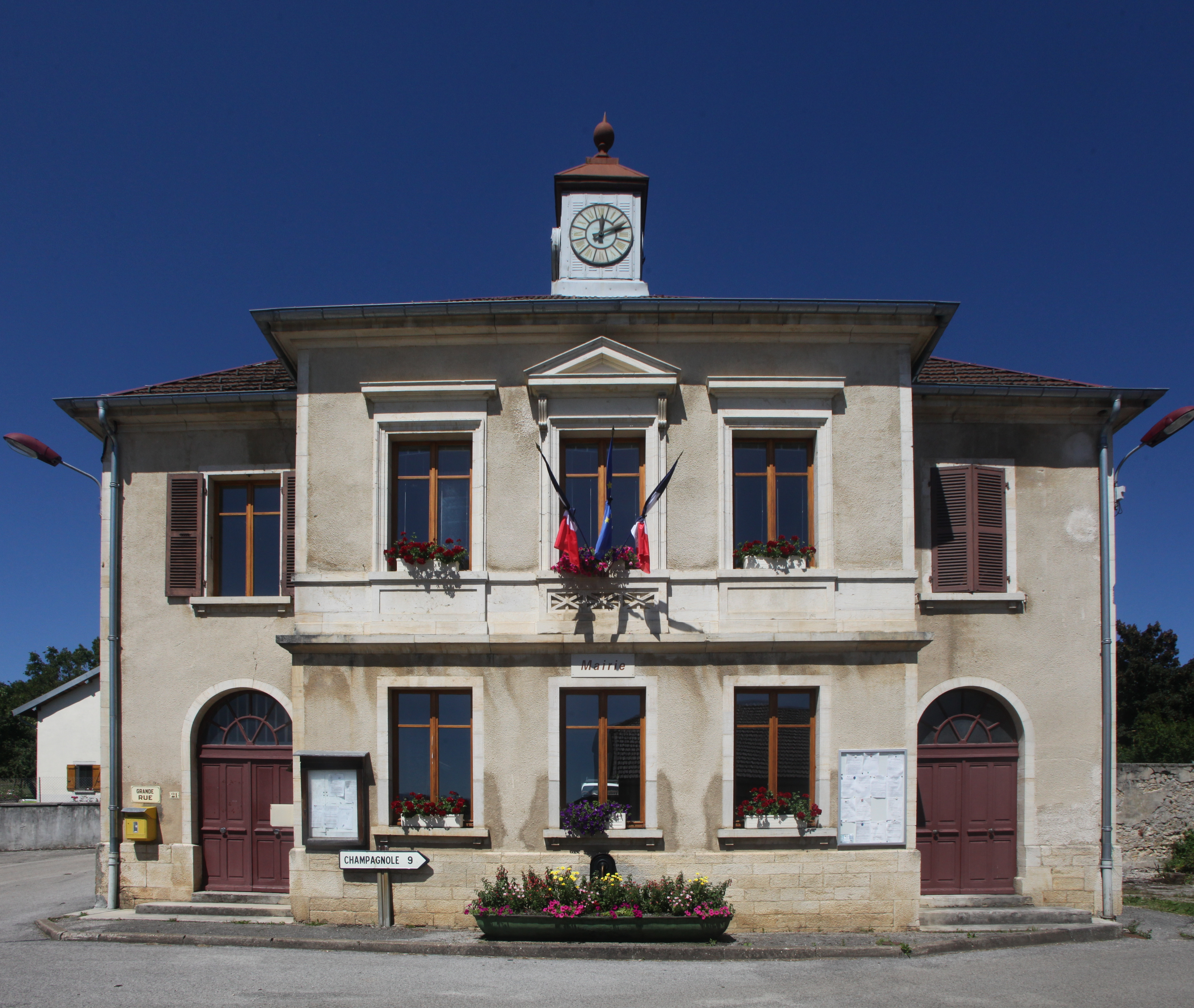
Lent mairie

Lent é uma comuna francesa na região administrativa de Borgonha-Franco-Condado, no departamento de Jura. Estende-se por uma área de 4,11 km². Em 2010 a comuna tinha 156 habitantes (densidade: 38 hab./km²).